# Mario Rodriguez (politologo)
Mario Rodriguez (Napoli, 6 luglio 1947) è un politologo italiano, esperto di comunicazione politica.

## Biografia
Nato a Napoli vive sin dall'infanzia a Genova dove si diploma al liceo classico Colombo e frequenta dapprima la facoltà di Lettere moderne e, in seguito, il biennio di Architettura, facoltà di cui conseguirà la laurea al Politecnico di Milano nel 1973 con il riconoscimento della lode.
Durante gli anni del liceo, frequenta la scuola di arte drammatica del teatro stabile di Genova ricoprendo piccoli ruoli in diverse rappresentazioni. In quegli anni è attivo nei movimenti giovanili e fa le prime esperienze giornalistiche al Corriere Mercantile. Nel 1969 si trasferisce a Milano per terminare gli studi in architettura. L'impegno politico lo porta ad aderire al PCI e dopo un'esperienza giornalistica presso la cronaca milanese de L'Unità, lavora come funzionario ricoprendo diversi incarichi dirigenziali. Dal 1976 al 1979 si trasferisce a Roma per collaborare con Giorgio Napolitano alla sezione economica della direzione del partito. Alla fine degli anni '70, rientra a Milano dove assume l'incarico di responsabile della redazione locale di Rinascita. Ultimo incarico politico è quello di segretario della Casa della Cultura di Milano. Conclusa l'esperienza politica, svolge attività di consulenza manageriale nel campo dell'analisi degli scenari e dei processi decisionali pubblici. Collabora con la casa editrice Rizzoli per la collana saggi come consulente editoriale e cura la traduzione dei volumi I neoconservatori, di Peter Steinfels (Rizzoli, 1982) e La rivoluzione silenziosa, di Ronald Inglehart (Rizzoli, 1983). Qualche anno dopo, viene assunto come dirigente presso la Metropolitana Milanese Spa, di cui diventa direttore della comunicazione. Dal 1988 al 1994, lavora come consulente senior per la SCR, a quel tempo la prima società italiana di relazioni pubbliche sviluppando una specifica attenzione alla comunicazione politica e pubblica. Nel 1994 fonda la MR & Associati Comunicazione Srl, una società di consulenza aziendale con una particolare attenzione ai temi sociali, ambientali e dell'energia. Negli anni più recenti la MR & Associati qualifica la propria attività nel campo delle nuove tecnologie della comunicazione e nella web advocacy. Nel 2015 abbandona ogni incarico esecutivo nella MR & Associati di cui rimane partner,
Ha collaborato con i quotidiani Il Riformista e Europa ed è membro del Comitato scientifico della rivista Comunicazione Politica, edita da Il Mulino. È stato membro del Consiglio direttivo nazionale della Ferpi, Federazione relazioni pubbliche italiana.
Attività accademiche
Dal 2000 è professore a contratto di comunicazione politica presso l'Università degli Studi di Padova, nel corso di laurea di Scienze della comunicazione e, dal 2001, anche professore a contratto di comunicazione pubblica presso l'Università degli Studi di Milano, nel corso di laurea in Management delle amministrazioni pubbliche. Dall'anno accademico 2000-01 al 2014-15 è stato docente a contratto di comunicazione politica presso l'Università degli Studi di Padova per il corso di laurea in Scienze della comunicazione. Dall'anno accademico 2002-03 è docente a contratto di comunicazione pubblica presso l'Università degli Studi di Milano, nel corso di laurea in Management delle amministrazioni pubbliche. Nell'anno accademico 2002-03 è stato docente a contratto all'Università di Modena e Reggio Emilia, corso di laurea in Scienze della comunicazione, per gli insegnamenti di Scienza Politica e Comunicazione politica.

## Opere
- Comunicare la politica, Consenso e dissenso nell'era di internet, con Nicolò Addario, Milano, Monduzzi Cisalpino, 2016, ISBN 8865210842
- Consenso. La comunicazione politica tra strumenti e significati, Milano, Guerini e associati, 2013, ISBN 978-88-6250-476-8.
- Vecchio e nuovo nella comunicazione politica delle elezioni amministrative 1993, in La Rivoluzione elettorale, Renato Mannheimer, Giacomo Sani (a cura di), Anabasi, 1993;
- La comunicazione politica, in Milano a Roma. Guida all'Italia elettorale, Renato Mannheimer, Ilvo Diamanti (a cura di), Donzelli, 1994;
- Il marketing politico in Italia: dopo l'affermazione, la professionalizzazione, in Comunicazione Politica (1-2001), Edizioni Il Mulino;
- Conferme e novità: il dopo Berlusconi è già iniziato, in Comunicazione Politica (1-2004), Edizioni Il Mulino;
- Il ritorno della parola: dagli strumenti di marketing all'approccio simbolico rituale, in Comunicazione Politica (1-2009), Edizioni Il Mulino.

Ha curato l'edizione italiana dei volumi:
- La rivoluzione silenziosa, di Ronald Inglheart, Rizzoli, 1981;
- I Neoconservatori, di Peter Steinfels, Rizzoli, 1982;
- L'uso pubblico dell'interesse privato, di Charles Schultze, Guerini e associati, 1993.